# Release the Hound
Release the Hound är ett samlingsalbum med Hound Dog Taylor and the HouseRockers från 1990 utgivet av Alligator Records (ALCD 4896). Albumet innehåller tidigare outgivna studio och liveinspelningar och är det tredje i ordningen med Taylor som utgivits postumt.

## Låtlista
| Nr           | Titel                                  | Kompositör                   | Längd   |
| ------------ | -------------------------------------- | ---------------------------- | ------- |
| 1.           | Wild About You Baby (a)                | Elmore James                 | 3:53    |
| 2.           | Sen-Sa-Shun (b)                        | Freddie King, Sonny Thompson | 3:18    |
| 3.           | She's Gone (c)                         | Taylor                       | 4:21    |
| 4.           | It Hurts Me Too (c)                    | Hudson Whittaker             | 4:11    |
| 5.           | What'd I Say? (a)                      | Ray Charles                  | 4:07    |
| 6.           | One More Time (a)                      | Brewer Phillips              | 2:55    |
| 7.           | Sadie (a)                              | Taylor                       | 7:08    |
| 8.           | The Dog Meets The Wolf (c)             | Taylor                       | 3:06    |
| 9.           | Walking The Ceiling (d)                | Taylor                       | 4:15    |
| 10.          | Sitting At Home Alone (a)              | Taylor                       | 5:21    |
| 11.          | Phillips Screwdriver (d)               | Brewer Phillips              | 2:21    |
| 12.          | Gonna Send You Back To Georgia (d)     | Taylor                       | 3:35    |
| 13.          | Things Don't Work Out Right (a)        | Taylor                       | 10:40   |
| 14.          | See Me In The Evening/It's Alright (e) | Taylor                       | 9:02    |
| 15.          | Hound Dog Talks Again (Hidden Track)   |                              | 1:07    |
| Total längd: | Total längd:                           | Total längd:                 | 1:09:25 |

a= Inspelat live 22-24 november 1974 på The Smiling Dog Saloon i Cleveland, Ohio
b= Inspelat l8 januari 1974 på Northwestern University i Evanston, Illinois av Ken Rasek för radiokanalen WXRT-FM i Chicago, Illinois
c= Inspelat live i januari 1971 på Harvard University i Cambridge, Massachusetts
d= Inspelat antingen 25 maj, 2 juni 1971 eller september 1973 i Sound Studios i Chicago av Stu Black
e= Inspelat mars 1975 i Sydney, Australien, troligtvis ett ljudspår från en TV-sändning av ABC eller för radiostationen 2MBS-FM i Sydney.

## Medverkande musiker
- Hound Dog Taylor - Gitarr, sång
- Ted Harvey - Trummor (spår: 1, 2, 5–7, 9–14)
- Levi Warren - Trummor (spår:3, 4, 8)
- Brewer Phillips - Gitarr

## Produktion
- Bruce Iglauer - Producent (spår:1–14), Mastering
- Bob DePugh - Producent (spår:1–8, 10, 13, 14)
- Tim Kolleth - Producent (spår:1–8, 10, 13, 14)
- Wesley Race - Producent (spår:9,11,12)
- Dan Stout - Mastering